# Азербайджано-кубинские отношения
Азербайджано-кубинские отношения — двусторонние дипломатические отношения между Азербайджаном и Кубой.

## Дипломатические отношения
Куба признала независимость Азербайджана 26 декабря 1991 года. Дипломатические отношения установлены 27 марта 1992 года.
Посольство Кубы в Азербайджане открылось 12 октября 2007 года. Посольство Азербайджана на Кубе (Гавана) действует с 2007 года.
Между странами подписано 10 документов.

## Официальные визиты
19 сентября 2005 года в рамках 60-го заседания Генеральной Ассамблеи ООН состоялась встреча между министром иностранных дел Азербайджана Эльмаром Мамедъяровым и министром иностранных дел Кубы Фернандо Рог.
28—30 сентября 2006 года министр иностранных дел Азербайджана Эльмар Мамедъяров нанёс официальный визит на Кубу.
8 февраля 2011 года министр иностранных дел Кубы Бруно Родригес Паррилья нанёс официальный визит в Азербайджан.
В октябре 2019 года президент Кубы Мигель Диас-Канель посетил Азербайджан с целью принять участие в XVIII саммите Движения неприсоединения, проходившем в Баку.

## Межпарламентские связи
В Национальном собрании Азербайджана действует азербайджано-кубинская межпарламентская рабочая группа. Руководитель группы — Эльшад Мирбашир оглу.
В Национальной ассамблее народной власти действует кубино-азербайджанская межпарламентская рабочая группа. Руководителем группы является Эльбис Перес Оливера.
Дебютное заседание межправительственной комиссии Куба-Азербайджан состоялось в ноябре 2007 года в городе Гавана. В ноябре следующего года было проведено второе заседание межправительственной комиссии.

## Экономическое сотрудничество
В декабре 2007 года во время визита правительственной делегации Азербайджана в Гавану, были обсуждены перспективы сотрудничества в области энергетики. В октябре 2010 года был проведён первый совместный азербайджано-кубинский бизнес-форум.
Основу импорта в Азербайджан составляют сумки, почтовые марки. Основу экспорта из Азербайджана составляют пневматические резиновые шины.
Свыше 70 % оборудования кубинских энергетических предприятиях экспортировано из Азербайджана.

### Товарооборот (тыс. долл)
| Год  | Экспорт Азербайджана | Импорт Азербайджана | Сумма товарооборота |
| ---- | -------------------- | ------------------- | ------------------- |
| 2013 | 0.00                 | 7.9                 | 7.9                 |
| 2014 | 0.0                  | 44.1                | 44.1                |
| 2015 | 5.8                  | 68.8                | 74.6                |
| 2016 | 1.1                  | 69.9                | 71                  |
| 2017 | 0.02                 | 223.27              | 223.3               |
| 2018 | 0.01                 | 167.52              | 167.53              |
| 2020 | 0,10                 | 289,03              | 289,13              |
| 2021 | 19,79                | 123,50              | 143,29              |
| 2022 | 0                    | 330,10              | 330,10              |
| 2023 | 0                    | 335,84              | 335,84              |

## Другие сферы
В 2008 году на Кубе побывали около ста туристов из Азербайджана.
В декабре 2009 года между министром молодёжи и спорта Азербайджана Азадом Рагимовым и первым вице-президентом Национального института спорта, физической культуры и отдыха Кубы (ИНДЕР) Роберто Лео Ричардом подписано соглашение об обмене опытом и осуществлении совместной деятельности в различных спортивных мероприятиях.
С 4 по 6 марта 2010 года на Кубе проведён фестиваль азербайджанской культуры.
Осуществляется сотрудничество в сфере мобильной связи и интернет-услуг.
В области сельского хозяйства сотрудничество охватывает такие сферы, как выращивание чая, садоводство.
Осенью 2010 года министром связи и информационных технологий Азербайджана Али Аббасовым была проявлена инициатива строительства завода по производству компьютеров на Кубе.
Летом 2017 года по инициативе вице-президента Шахматной федерации Кубы Карлоса Ривьера Гонсалеса, между шахматными федерациями обеих стран был подписан Меморандум о взаимопонимании.
В настоящее время в Азербайджанской государственной нефтяной академии обучается сотня студентов из Кубы.